# جایزه ادبی گلداسمیت
جایزه ادبی گلداسمیت (به انگلیسی: Goldsmiths Prize) یک جایزه ادبی بریتانیایی است، که از سال ۲۰۱۳ به «رمان‌هایی که فرصت‌های جدید را باز می‌کنند» اهدا می‌شود. این جایزه هر سال برگزار می‌شود و برنده آن، مبلغ ۱۰٫۰۰۰ پوند را که توسط گلداسمیت، دانشگاه لندن با مشارکت نیو استیتسمن حمایت می‌شود، دریافت می‌کند. این جایزه تنها به نویسندگان و کتاب‌های بریتانیایی و ایرلندی که توسط انتشارات بریتانیایی منتشر می‌شوند، اهدا می‌شود.

## برندگان و فهرست‌های کوتاه
تیک سبز () = برنده

### ۲۰۱۳
فهرست کوتاه برای جایزه سال ۲۰۱۳ که در تاریخ ۱ اکتبر ۲۰۱۳ اعلام شد.
- جیم کریس، هارویست
- لارس اییر، خروج
- ایمیر مک‌براید، دختر یک چیز نیمه‌شکل‌یافته است[۶]
- دیوید پیس، قرمز یا مرده
- الی اسمیت، عاشقانه
- فیلیپ تری، تاپستری

### ۲۰۱۴
فهرست کوتاه برای جایزه سال ۲۰۱۴ که در تاریخ در ۱ اکتبر ۲۰۱۴ اعلام شد.
- ریچل کاسک، طرح کلی
- ویل ایوز، غیبت درمانگر
- هاوارد جاکوبسن، جِی
- پل کینگزنورث، بیداری
- زیا حیدر رحمان، در پرتو آنچه می‌دانیم
- الی اسمیت، هر دو بودن [۹]

### ۲۰۱۵
فهرست کوتاه برای جایزه سال ۲۰۱۵ که در تاریخ در ۱ اکتبر ۲۰۱۵ اعلام شد.
- کوین بری، بیت‌لبون [۱۱]
- ریچارد بِرد، اعمال قاتلان
- مگنوس میلز، زمینه پارچه‌ای از طلا
- تام مک‌کارتی، جزیره ساتین
- مکس پورتر، اندوه چیزی با پر و بال است
- ادام ثیرول، خنده دار و ناز

### ۲۰۱۶
فهرست کوتاه برای جایزه سال ۲۰۱۶ که در تاریخ در ۲۸ سپتامبر ۲۰۱۶ اعلام شد.
- ریچل کاسک، عبور
- ایمیر مک‌براید، بوهمیان کوچکتر
- آناکانا شوفیلد، مارتین جان
- سارا لادیپو منیکا، مثل آوردن بستنی در آفتاب توسط قاطر
- مایک مک‌کورمک، استخوان‌های خورشیدی [۱۳]
- دبورا لوی، شیر داغ

### ۲۰۱۷
فهرست کوتاه برای جایزه سال ۲۰۱۷ که در تاریخ در ۲۷ سپتامبر ۲۰۱۷ اعلام شد.
- نیکولا بارکر، خوشحال [۱۶]
- سارا باومه، خط ساخته شده توسط پیاده‌روی
- کوین دوی، بازی پاسِم
- جان مک‌گرگور، مخزن ۱۳
- گواندولین رایلی، اولین عشق
- ویل سلف، تلفن

### ۲۰۱۸
فهرست کوتاه برای جایزه سال ۲۰۱۸ که در تاریخ در ۲۶ سپتامبر ۲۰۱۸ اعلام شد.
- ریچل کاسک، اعتبار[۱۸]
- ویل ایوز، زمزمه
- گای گاناراتنه، در شهر دیوانه و خشمگین ما
- گابریل جوسیپویچی، گورستان بارنز
- اولیویا لاینگ، خام
- رابین رابرتسون، برداشت بلند [۱۹]